# Chunga burmeisteri
Il seriema di Burmeister, seriema zampenere o seriema dalle zampe nere  (Chunga burmeisteri (Hartlaub, 1860)) è un uccello della famiglia Cariamidae, diffuso in Sud America. È l'unica specie nota del genere Chunga .